# مطالعات عزیز من
مطالعات عزیز من (Mes chères études) کتابی در ژانر بیوگرافی است که در سال ۲۰۰۸ توسط نویسنده‌ای معروف به لورا. دی که دانشجوی زبان مدرن در یکی از دانشگاه‌های پاریس است، منتشر شد. این کتاب با مطالب جنجالی خود، توجه ملی در فرانسه را به خود جلب کرده‌است، که در آن نویسنده ادعا می‌کند، که برای حمایت مالی از تحصیل خود مجبور به تن‌فروشی شده‌است.